# Maria Friedman
Maria Friedman (Oberland bernès, Suïssa, 19 de març de 1960) és una actriu britànica de teatre musical, que ha treballat tant a Broadway com al West End, així com al cinema.

## Biografia
Nascuda a Suïssa, filla del violinista rus-jueu Leonard Friedman, però criada al Regne Unit. La seva mare és una pianista de concert anglesa, i el seu pare és violinista a la Royal Philharmonic Orchestra. El seu pare era d'una família russa jueva immigrant i la seva mare era anglesa. Amb cinc anys es traslladà amb la seva família a Anglaterra, després del divorci dels seus pares.

### Carrera
Maria Friedman va adquirir fama per primer cop quan guanyà el Premi Olivier pel seu cabaret d'una dona Maria Friedman By Special Arrangement, i per protagonitzar el musical Passion el 1996 (interpretació que comportaria un segon Olivier), i per esdevenir una de les principals dames del teatre londinenc. Posteriorment protagonitzaria Chicago i Ragtime, ambdós al West End.
Més recentment, creà el personatge de Marian Halcombe al darrer musical d'Andrew Lloyd Webber, The Woman in White, tant al West End com a Broadway; i a la versió fílmica de Joseph and the Amazing Technicolor Dreamcoat de Lloyd Webber, interpretà la Narradora.
Durant les funcions prèvies de The Woman in White a Broadway, se li diagnosticà un càncer de pit d'etapa 1, abandonant l'espectacle perquè li fos extirpat el tumor. Menys d'una setmana després de la cirurgia, tornà a escena per a les prèvies i actuà en la nit d'estrena oficial. La producció de Broadway hagué de tancar només després de 109 funcions, en par degut per les absències per malaltia tant d'ella com del seu company protagonista, Michael Ball (Friedman tenia prevista una absència de sis setmanes per sotmetre's a tractament, sent substituïda per Judy Kuhn, però quan s'anuncià el tancament de l'espectacle continuà el seu paper).
A més d'altres espectacles, Maria Friedman va participar en Hey, Mr. Producer!, el concert-celebració de la tasca de Sir Cameron Mackintosh, on cantà "You Could Drive a Person Crazy," "Broadway Baby," i "How Many Tears?". De la mateixa manera, també participa en el Sondheim Tonight al Barbican Centre de Londres, cantant "Losing My Mind" (de Follies) i "More" (de la pel·lícula Dick Tracy). Ha realitzat nombrosos espectacles d'una dona sola: : Maria Friedman - By Special Arrangement i Maria Friedman - By Extra Special Arrangement. El 29 de maig del 2007 va debutar a Barcelona amb el recital “Maria Friedman Canta Sondheim” al Palau de la Música Catalana, dins del festival Únicas.
A més dels nombrosos enregistraments de musicals, té diversos àlbums en solitari, entre ells Maria Friedman, Maria Friedman Live i Now and Then.
Ha guanyat tres Premis Olivier i n'ha estat nominada a 7.

### Vida personal
Té dos fills, Toby, de l'actor Jeremy Sams i Alfie, amb l'actor Oleg Poupko. Va estar casada amb el ballarí Roland Brine; i la seva parella actual és Adrian Der Gregorian.
La seva germana Sonia és productora de teatre, i entre les seves produccions hi ha el musical d'Andrew Lloyd Webber “The Woman in White”, que estrenà Maria tant a Londres com a Broadway.

## Produccions teatrals
- The Woman in White (Marian) (nominada al Premi Olivier)
- Ragtime (Mother) (Premi Olivier a la Millor Actriu de Musical)
- By Extra Special Arrangement
- Chicago (Roxie Hart) (nominada al Premi Olivier)
- The Witches of Eastwick (Sukie)
- Blues in the Night
- By Special Arrangement (Premi Olivier al Millor Entreteniment)
- Passion (Fosca) (Premi Olivier a la Millor Actriu de Musical)
- Lady in the Dark (Liza Elliot) (nominada al Premi Olivier)
- April in Paris
- Ghetto (Hayyah)
- Sunday in the Park with George (Dot) (nominada al Premi Olivier)
- Merrily We Roll Along (Haymarket Theatre, Leicester)
- Break of Day
- Square Rounds
- The King and I (Royal Albert Hall)

## Filmografia
- Red Dwarf (a Catalunya emesa per TV3 amb el títol El Nan Roig)
- Casualty
- Joseph and the Amazing Technicolor Dreamcoat (narrator)